# Contea di Throckmorton
La contea di Throckmorton (in inglese Throckmorton County) è una contea dello Stato del Texas, negli Stati Uniti. La popolazione al censimento del 2010 era di 1 641 abitanti. Il capoluogo di contea è Throckmorton. La contea è stata creata nel 1858 ed organizzata nel 1879. Il suo nome deriva da William Edward Throckmorton, uno dei primi coloni della Contea di Collin.

## Geografia
| Anno | Popolazione | ±%                 |
| ---- | ----------- | ------------------ |
| 1860 | 124         | Note:              |
| 1880 | 711         | Dati 1870: assenti |
| 1890 | 902         | 26.9%              |
| 1900 | 1,750       | 94.0%              |
| 1910 | 4,563       | 160.7%             |
| 1920 | 3,589       | −21.3%             |
| 1930 | 5,253       | 46.4%              |
| 1940 | 4,275       | −18.6%             |
| 1950 | 3,618       | −15.4%             |
| 1960 | 2,767       | −23.5%             |
| 1970 | 2,205       | −20.3%             |
| 1980 | 2,053       | −6.9%              |
| 1990 | 1,880       | −8.4%              |
| 2000 | 1,850       | −1.6%              |
| 2010 | 1,641       | −11.3%             |

Secondo l'Ufficio del censimento degli Stati Uniti d'America la contea ha un'area totale di 915 miglia quadrate (2370 km²), di cui 913 miglia quadrate (2360 km²) sono terra, mentre 2,9 miglia quadrate (7,5 km², corrispondenti allo 0,3% del territorio) sono costituiti dall'acqua.

### Strade principali
- U.S. Highway 183
- U.S. Highway 283
- U.S. Highway 380
- State Highway 79
- State Highway 222

### Contee adiacenti
- Baylor County (nord)
- Young County (est)
- Stephens County (sud-est)
- Shackelford County (sud)
- Haskell County (ovest)
- Archer County (nord-est)
- Knox County (nord-ovest)

## Politica
Il repubblicano Drew Springer, Jr., un uomo d'affari di Muenster (Contea di Cooke), rappresenta dal gennaio 2013 Throckmorton County nella Camera dei Rappresentanti del Texas.